# Джеймс Харгрийвс
Джеймс Харгрийвс (на английски: James Hargreaves) (1720 – 22 април 1778) е английски тъкач, дърводелец и изобретател от Ланкашър.
През 1764 година той създава предачна машина, която преде с 16 и повече вретена едновременно (наречена „spinning Jenny“). Вретената се въртят с ръчно колело.
Идеята за подобрената машина дошла на Харгрийвс, когато видял един чекрък обърнат на пода, като колелото и вретеното продължавали да се въртят. Той осъзнава, че ако няколко вретена се поставят едно до друго вертикално, могат да се предат няколко нишки едновременно. Качеството на изпредената нишка обаче било такова, че тя се използвала само за предене на памучен вътък (weft). По-качествена нишка, необходима за основата (warp), започва да се произвежда по-късно с предачния стан (spinning frame), изобретен от Ричард Аркрайт. Друг вид машина за предене е „spinning mule“ на Самюъл Кромптън, появила се през 1778 г.